# Wiesław Mądrzejowski
Wiesław Mądrzejowski (ur. 29 września 1951 w Kielcach) – inspektor Policji, komendant-rektor Wyższej Szkoły Policji w Szczytnie (od 18 maja 2004 do 31 marca 2005).

## Życiorys

### Wykształcenie
W 1955 r. zamieszkał w Bydgoszczy, gdzie spędził dzieciństwo i lata szkolne. Ukończył technikum mechaniczno-elektryczne, uzyskując dyplom technika-energetyka. W latach 1970–1971 pracował jako konstruktor w BZEM "Belma" w Bydgoszczy. W 1971 r. podjął studia na Wydziale Prawa i Administracji Uniwersytetu im. Mikołaja Kopernika w Toruniu, które ukończył w 1975 r.

### Praca zawodowa
Po uzyskaniu stopnia magistra prawa ubiegał się o zatrudnienie w Wyższej Szkole Oficerskiej MSW w Szczytnie. 1 września 1975 r. podjął tam pracę na stanowisku starszego asystenta cyklu IV (prawo karne). 16 czerwca 1977 r. złożył egzamin na oficera MO i został awansowany na pierwszy stopień oficerski, podporucznika MO (7 października 1977 r.), lecz niedługi czas po tym, przestał pracować w WSPol. 30 listopada 1977 r. został przeniesiony na własną prośbę do KW MO w Toruniu, do wydziału kontrwywiadowczego. Po czterech latach powrócił do pracy dydaktycznej w Szczytnie, gdzie ponownie zatrudniono go na stanowisku wykładowcy cyklu IV. Pracował na tym stanowisku do 1996 r., przy czym w latach 1985-1990 zajmował stanowisko st. inspektora ochrony funkcjonariuszy.
W 1996 r. zgłosił akces do służby w Biurze do Walki z Przestępczością Zorganizowaną KGP. Ponieważ w Wyższej Szkole Policji zajmował się problematyką zorganizowanej przestępczości gospodarczej, jego oferta została przyjęta. 1 lipca 1996 r. podjął pracę w tej jednostce na stanowisku specjalisty. Przygotował rozprawę doktorską pt. Karnoprawna ochrona działalności ubezpieczeniowej. Wybrane aspekty, którą obronił 29 marca 1999 r. przed Radą Naukową Instytutu Prawa Karnego Wydziału Prawa i Administracji Uniwersytetu Warszawskiego, uzyskując stopień naukowy doktora nauk prawnych.
1 maja 1998 r. mianowano go zastępcą naczelnika Wydziału II - operacyjno-śledczego, a 1 sierpnia tego roku naczelnikiem tego wydziału. Po utworzeniu Centralnego Biura Śledczego, które powstało z połączenia Biura do Walki z Przestępczością Zorganizowaną z Biurem do Walki z Przestępczością Narkotykową, objął 15 kwietnia 2000 r. funkcję naczelnika Wydziału VIII CBŚ - analiz i kontaktów międzynarodowych. 4 kwietnia 2001 r. został zastępcą dyrektora Centralnego Biura Śledczego, nadzorującym problematykę przestępczości ekonomicznej. Funkcję tę pełnił do 17 maja 2004 r., przy czym od 8 listopada 2003 r. do 17 lutego 2004 r. spełniał obowiązki dyrektora CBŚ.
18 maja 2004 r. Mądrzejowski ponownie stał się pracownikiem uczelni w Szczytnie, tym razem objął funkcję jej komendanta-rektora. Dzięki jego działaniom z dniem 1 grudnia 2004 r. przywrócono instytuty jako jednostki podstawowe uczelni. Podstawową jego zasługą były jednak skuteczne zabiegi o wprowadzenie do nowelizowanej wówczas ustawy o szkolnictwie wyższym zapisów wiążących Wyższą Szkołę Policji ze Szczytnem. Było to niezbędną gwarancją nie tylko dla stabilnego umiejscowienia WSPol w systemie szkolnictwa wyższego, ale i stworzenia perspektyw rozwoju.
19 marca 2005 r. zwrócił się o zwolnienie go z zajmowanego stanowiska i ze służby w Policji. Obydwie jego prośby zostały spełnione z d. 31 marca 2005 r. W nowej sytuacji zawodowej zajął się głównie pracą dydaktyczno-naukową w Wyższej Szkole Policji w Szczytnie oraz w Wyższej Szkole Informatyki, Zarządzania i Administracji w Warszawie. Od 2004 r. nieprzerwanie prowadzi też wykłady na Studiach Podyplomowych na Wydziale Prawa Uniwersytetu Warszawskiego.
W 1998 został odznaczony Złotym Krzyżem Zasługi.
Z jego inicjatywy i przy jego udziale w 2010 r. zorganizowano w Wyższej Szkole Policji uroczystości zainspirowane 10. rocznicą utworzenia CBŚ. Ich materialnym efektem stała się praca Centralne Biuro Śledcze. Dziesięć lat doświadczeń (2000–2010) pod red. Andrzeja Misiuka (Szczytno 2010 r.).